# 河北鋼鉄集団
河北鋼鉄集団有限公司（かほくこうてつしゅうだん ゆうげんこうし）は、中華人民共和国河北省に本拠を置く、鉄鋼企業グループの国有持株会社である。2008年に、唐山鋼鉄集団（唐鋼）と邯鄲鋼鉄集団（邯鋼）という河北省に本拠を置く鉄鋼企業の再編に伴って発足した。略称は「HBIS」。
イギリスの金属情報誌メタル・ブリテンによれば、グループの2012年の粗鋼生産量は4280万トンであり、アルセロール・ミッタル、新日鐵住金に次いで世界第3位、中国国内では第1位の規模を持つ。
本社は河北省石家荘市橋西区裕華西路40号。董事長は于勇（ユ・ヨン）が務める。

## 資本関係
国有企業であり、河北省人民政府国有資産監督管理委員会（河北国資委）が100%出資する。主要な傘下企業は以下の通り。
- 唐山鋼鉄集団有限責任公司（簡体字: 唐山钢铁集团有限责任公司）
  - 河北省唐山市に本拠を置く鉄鋼企業[4]。通称「唐鋼」。河北鋼鉄集団が100%出資する[3]。
- 首鋼京唐鋼鉄聨合有限責任公司（簡体字: 首钢京唐钢铁联合有限责任公司）
  - 河北省唐山市に本拠を置く鉄鋼企業[5]。2005年に、北京市の鉄鋼企業・首鋼集団と唐鋼集団の共同出資で設立された[6]。
- 邯鄲鋼鉄集団有限責任公司（簡体字: 邯郸钢铁集团有限责任公司）
  - 河北省邯鄲市に本拠を置く鉄鋼企業[7]。通称「邯鋼」。河北鋼鉄集団が100%出資する[3]。
- 承徳鋼鉄集団有限公司（簡体字: 承德钢铁集团有限公司）
  - 河北省承徳市に本拠を置く鉄鋼企業[8]通称「承鋼」。唐山鋼鉄集団が100%出資する[3]。
- 宣化鋼鉄集団有限責任公司（簡体字: 宣化钢铁集团有限责任公司）
  - 河北省張家口市宣化区に本拠を置く鉄鋼企業[9]。通称「宣鋼」。
- 石家荘鋼鉄有限責任公司（簡体字: 石家庄钢铁有限责任公司）
  - 河北省石家荘市に本拠を置く鉄鋼企業[10]。通称「石鋼」。
- 舞陽鋼鉄有限責任公司（簡体字: 舞阳钢铁有限责任公司）
  - 河南省舞鋼市に本拠を置く鉄鋼企業[11]。通称「舞鋼」。
- 河北鋼鉄股份有限公司（簡体字: 河北钢铁股份有限公司）
  - 河北集団集団と同じく河北省石家荘市橋西区に本社を置く。上場企業で、深圳証券取引所に株式を上場している（コードは000709）。唐山鋼鉄集団が27%、邯鄲鋼鉄集団が12%、承徳鋼鉄集団が6%出資している[3]。